# Kaksinainen
Kaksinainen är en ö i Finland. Den ligger i sjön Koljonselkä och i kommunen Orivesi i den ekonomiska regionen Tammerfors och landskapet Birkaland, i den södra delen av landet, 170 km norr om huvudstaden Helsingfors. Öns area är 2,3 hektar och dess största längd är 280 meter i sydöst-nordvästlig riktning.